# 宗申动力
宗申动力（英語：Zonshen Power, 深交所：001696）全称是重庆宗申动力机械股份有限公司，是一家中国摩托车制造商。

## 历史
前身是成都联益实业股份有限公司，1997年在深圳证券交易所挂牌上市，2003年公司资产重组。

## 产品与服务
- 摩托车零部件
- 通用机械零部件
- 汽车零部件
- 大型农机零部件
- 机械产品